# Al-Hasan ibn Sulaiman Abu'l-Mawahib
Al-Hasan ibn Sulaiman Abu'l-Mawahib (al-Hasan ibn Sulaiman, der Vater der Geschenke, auch oft nur al-Hasan ibn Sulaiman bezeichnet) war ein Sultan von Kilwa, der um 1310 bis 1333 regierte.
Unter al-Hasan ibn Sulaiman Abu'l-Mawahib, der zur  Mahdali-Dynastie gehörte, erlebte die ostafrikanische Hafenstadt Kilwa ihre größte Blütezeit. Der Sultan war der Erbauer eines prächtigen Palastkomplexes außerhalb der Stadt (Husuni Kubwa) und er errichtete die große Moschee von Kilwa. Diese Bautätigkeit steht eventuell in Verbindung mit einer erfolgreichen Reise nach Mekka, wo dieser zahlreiche bedeutende Bauwerke sah und solche auch in seiner Hauptstadt haben wollte. Al-Hasan ibn Sulaiman ist auch von seinen Münzprägungen, auf denen er sich auch als siegreicher König bezeichnet, und späteren Chroniken bekannt, vor allem ist er aber durch Ibn Battuta berühmt geworden, der 1331 am Hofe des Sultans weilte und von dessen Pracht und Reichtum berichtete. Er berichtet auch von der Großzügigkeit des Sultans, die ihm den Beinamen Vater der Geschenke einbrachte.